# Scienze formali
La scienza formale o astratta è una branca della scienza che studia le discipline relative ai sistemi formali, come logica, matematica, statistica, informatica teorica, intelligenza artificiale, teoria dell'informazione, teoria dei giochi, teoria dei sistemi, teoria delle decisioni e linguistica teorica. Considerando che le scienze naturali e le scienze sociali cercano di caratterizzare rispettivamente i sistemi fisici e i sistemi sociali, utilizzando metodi empirici, le scienze formali sono strumenti linguistici che si occupano di caratterizzare strutture astratte descritte da sistemi formali. 
Le scienze formali aiutano le scienze naturali e sociali fornendo informazioni sulle strutture usate per descrivere il mondo fisico e quali deduzioni si possono fare su di esse. Sono quelle discipline che fanno uso di concetti astratti e schemi logici, prescindendo dall'esperienza e dalla realtà empirica. Si distinguono dalle scienze empiriche (sociali e naturali), che si basano sull'osservazione dei fatti, e da quelle applicate, che sono incentrate nella risoluzione di problemi pratici.

## Definizione
Nel pensiero di David Hume è netta la distinzione tra la conoscenza astratta, che studia le relazioni tra idee, e quella empirica, che si concentra sulle materie di fatto, poiché le prime (geometria, algebra, aritmetica,...) arrivano a conclusioni supportate dall'intuizione e dalla dimostrazione, mediante il solo esercizio del pensiero e senza il bisogno di un riscontro empirico.
Partendo dalla creazione di un sistema formale coerente, completo e decidibile, si può realizzare un modello per interpretare la realtà, ma la validità del sistema formale non implica necessariamente la verità del modello. All'interno del sistema formale la dimostrazione è possibile solo quando si usano dei simboli ben determinati, si identificano precise regole di inferenza e si considerano veri gli assiomi di partenza.
Oltre alla logica e alla matematica, vengono talvolta considerate scienze formali la teoria delle decisioni, l'informatica teorica, la teoria dell'informazione, la teoria dei sistemi, e alcune branche della linguistica.

## Storia
Le prime nozioni di matematica basate sul ragionamento astratto possono essere fatte risalire alla prima metà del III millennio a.C., quando alcune civiltà mediorentali (Babilonesi, Antico Egitto) le introdussero per risolvere problemi concreti, come quelli attinenti al commercio e all'agrimensura. Furono poi i Greci ad aprire la strada a nuovi branche della matematica con le varie scoperte fatte grazie alle nozioni trasmesse da questi popoli orientali. Gli Elementi, che, secondo la tradizione, vennero scritti da Euclide intorno al 300 a.C., hanno importanza fondamentale per la storia della matematica, perché nel primo libro vengono presentati i principi fondamentali della geometria (definizioni, postulati e nozioni comuni) e vengono introdotti gli enti geometrici, che esistono indipendentemente dagli esseri umani e si manifestano nella realtà in forme imperfette.
Si deve invece alla matematica indiana il sistema di numerazione decimale, che compare in un breve trattato risalente del IV-V secolo d.C. e al quale seguirono nuove innovazioni e vari matematici importanti, come Āryabhata e Brahmagupta. Anche grazie ai contributi della matematica indiana, furono poi gli Arabi, che incominciarono i loro studi sotto la dinastia degli Abbasidi, a sviluppare l'algebra, campo esplorato anche da al-Khwarizmi, il più importante matematico arabo.
Nella civiltà occidentale, la logica, ovvero l'analisi del corretto ragionamento, è stata sviluppata dai Greci, soprattutto grazie alle opere di Aristotele, che per primo cercò di darle una sistemazione scientifica, anche se trattò problemi elaborati precedentemente alle sue idee.
Ovviamente col passare del tempo comparvero nuovi campi d'indagine, come quando, nel XVII secolo, nacque la teoria della probabilità grazie agli studi di Blaise Pascal, Pierre de Fermat e Christiaan Huygens, o quando, nel XX secolo, la statistica venne riconosciuta come branca della matematica. Dalla metà del XX secolo si sono aggiunte nuove discipline matematiche e ingegneristiche, come la ricerca operativa e l'ingegneria dei sistemi, e la stessa informatica, intimamente connessa alla logica matematica, contribuì allo sviluppo dell'analisi numerica.